# Liga Mayor de Surinam
La Liga Mayor de Surinam, más conocido como SVB Major League, es la primera división de Surinam. Dirigida por la Surinaamse Voetbal Bond,  la competición fue lanzada el 22 de febrero de 2024 como sucesora de la SVB Eerste Divisie, anteriormente conocida como SVB Hoofdklasse. 
Con el inicio de la SML, se introdujo el fútbol profesional en Surinam, inicialmente como proyecto piloto durante los primeros cuatro años. El primer gol en la historia de la SML lo marcó Jamilhio Rigters , del SV Robinhood , en el partido inaugural el 23 de febrero de 2024 contra el SV Transvaal en el estadio Dr. Ir. Franklin Essed . Tras un gol de Jercinio Grendel, del Transvaal, el partido terminó en empate.

## Inicio de la Era Profesional
Incluso antes de su inicio en 2024, era habitual que los futbolistas tuvieran contratos con clubes. Inicialmente, se asumió que no todos los jugadores obtendrían todos sus ingresos del fútbol, y se esperaba que incluyera tanto a jugadores profesionales como semiprofesionales.  Durante el lanzamiento oficial el 22 de febrero de 2024, el presidente de la SVB, John Krishnadath, expresó su expectativa de que la profesionalización del fútbol surinamés crearía entre 250 y 500 empleos. No solo los jugadores, sino también los dueños de los clubes se beneficiarían de la competencia.
El objetivo de la SML es impulsar el desarrollo del fútbol surinamés. El representante de la FIFA, Hervé Blanchard, así como la ministra, Gracia Emanuël y el presidente del Comité Olímpico de Surinam, Ramon Tjon-A-Fat, estuvieron presentes en la inauguración.

## Equipos 2025
| Club                     | Ciudad     |
| ------------------------ | ---------- |
| FC Inter Wanica          | Meerzorg   |
| Flora FC                 | Paramaribo |
| Inter Moengotapoe        | Moengo     |
| Politie Voetbal Vrienden | Paramaribo |
| SV Broki                 | Paramaribo |
| SV Leo Victor            | Paramaribo |
| SV Notch                 | Moengo     |
| SV Robinhood             | Paramaribo |
| SV Transvaal             | Paramaribo |
| SV Voorwaarts            | Paramaribo |

## Campeones
| Temporada | Campeón      | Subcampeón   | Máximo Goleador    |
| --------- | ------------ | ------------ | ------------------ |
| 2024      | SV Robinhood | SV Transvaal | Romeo Kastiel (22) |

## Títulos por club
- Se cuentan los títulos ganados en la SVB Eerste Divisie hasta 2023

| Club                                  | Campeón | Años campeón |
| ------------------------------------- | ------- | --- |
| SV Robinhood                          | 27      | 1953, 1954, 1955, 1956, 1959, 1964, 1971, 1975, 1976, 1979, 1980, 1981, 1983, 1984, 1985, 1986, 1987, 1988, 1989, 1994, 1995, 2005, 2012, 2018, 2022, 2023, 2024 |
| SV Transvaal                          | 19      | 1925, 1937, 1938, 1950, 1951, 1962, 1965, 1966, 1967, 1968, 1969, 1970, 1973, 1974, 1991, 1992, 1996, 1997, 2000                                                 |
| Inter Moengotapoe                     | 11      | 2007, 2008, 2010, 2011, 2013, 2014, 2015, 2016, 2017, 2019, 2025                                                                                                 |
| SV Voorwaarts                         | 6       | 1936, 1941, 1952, 1957, 1977, 2002 |
| SV Leo Victor                         | 5       | 1961, 1963, 1978, 1982, 1993 |
| VV Cicerone                           | 4       | 1932, 1933, 1934, 1935 |
| VV Ajax Paramaribo                    | 4       | 1926, 1927, 1928, 1929 |
| SV Walking Boyz Company               | 3       | 2004, 2006, 2009 |
| Surinaam National Leger (Incluye MVV) | 3       | 1948, 1949, 1999 |
| SV Arsenal                            | 2       | 1939, 1940 |
| RKVV Olympia                          | 1       | 1924 |
| SV Excelsior                          | 1       | 1930 |
| FCS Nacional                          | 1       | 2003 |